# Hypsicera obliqua
Hypsicera obliqua är en stekelart som beskrevs av Kusigemati 1983. Hypsicera obliqua ingår i släktet Hypsicera och familjen brokparasitsteklar. Inga underarter finns listade i Catalogue of Life.